# 藤原京家
藤原京家（ふじわらきょうけ）とは、右大臣藤原不比等の四男藤原麻呂を祖とする家系。藤原四家の一つ。藤原麻呂が左京大夫を兼ねたことがこの家名の由来。

## 概要
藤原四家の中では一番発展しなかった。麻呂が藤原四兄弟で一番年下だったこと、兄たちよりも子女の数が少なく早世者も多かったことに加え、唯一参議に昇った浜成が氷上川継の乱に連座して流罪になったことで、一族全体の政治生命が絶たれてしまったためである。
それでも平安時代前半には、藤原貞敏（琵琶）・藤原冬緒（儒学）・藤原興風（和歌）・藤原忠房（和歌、舞楽）など、文化・芸術面で多くの人材を輩出した。その中でも特に冬緒は長命だったこともあり累進して大納言に至った。また、桓武天皇の後宮に仕えた藤原河子が天皇との間に儲けた仲野親王は宇多天皇の外祖父となったことから、京家の血脈は女系で皇室につながり、現在まで続いている。
後世においては越後国の直江氏が京家の末裔を称しているが、太田亮『姓氏家系大辞典』では神姓としている。

## 一族
- 藤原浜成 - 麻呂の次男。
- 藤原百能 - 麻呂の娘。奈良末期の女官。右大臣藤原豊成の妻。尚侍従二位に至る。
- 藤原継彦 - 浜成の子。
- 藤原貞敏 - 継彦の子。琵琶に秀でる。
- 藤原河子 - 浜成の孫。桓武天皇宮人、仲野親王母。
- 藤原冬緒 - 浜成の孫。大納言正三位に至る。儒学者としても著名。
- 藤原興風 - 平安中期、『古今和歌集』期を代表する歌人。
- 藤原忠房 - 舞楽家。高麗楽を代表。歌人としても著名。
- 元杲 - 貞敏の孫。延命院僧都。真言宗の小野・広沢両流に通ず。